# Charlie Asensio
Carlos "Charlie" Asensio (nacido el 18 de enero de 2000) es un exfutbolista estadounidense de ascendencia panameña que jugó como lateral izquierdo.

## Trayectoria

### Juveniles
Asensio asistió a Alan C. Pope High School, jugando como parte de la Academia IMG hasta 2014, antes de unirse a Georgia United, quien luego formó el club de la academia de Atlanta United en 2016. En 2018, Asensio apareció en el banco de Atlanta United 2 durante un partido USL Championship contra Indy Eleven, pero no apareció.

### Universitario
En 2018, Asensio fue a la Universidad de Clemson para jugar fútbol universitario. En cuatro temporadas con los Tigres, Asensio jugó 82 partidos y sumó nueve asistencias. Fue nombrado equipo ACC All-Freshman en 2018 y segundo equipo All-ACC en 2019, y ayudó a los Tigres a ganar el Campeonato Nacional de Fútbol Masculino de la NCAA en 2021.

### Profesional
El 11 de enero de 2022, Asensio fue seleccionado en el puesto 35 del SuperDraft de la MLS 2022 por el Austin FC. Firmó oficialmente con Austin el 23 de febrero de 2022. El 8 de julio de 2022, Asensio fue cedido al Charleston Battery del campeonato de la USL por el resto de la temporada. Hizo su debut profesional al día siguiente, apareciendo como suplente en el minuto 66 durante la derrota por 3-0 ante el Birmingham Legion. El 16 de enero de 2024, fue anunciado como nuevo jugador del Orange County SC. El 30 de enero de 2025 anunció su retiro como jugador profesional.

## Vida personal
La madre de Asensio es de Panamá.

## Selección nacional

### Categorías inferiores
Asensio fue convocado por la selección sub-15 de Estados Unidos en donde jugó 1 partido, fue convocado selección sub-17 de Estados Unidos en donde jugó 6 partidos y fue convocado por la selección sub-19 de Estados Unidos en donde jugó 3 partidos.

## Clubes
| Club               | País           | Año         |
| ------------------ | -------------- | ----------- |
| Clemson Tigers     | Estados Unidos | 2018- 2021  |
| Austin FC          | Estados Unidos | 2022        |
| Charleston Battery | Estados Unidos | 2022        |
| Austin FC II       | Estados Unidos | 2023        |
| Orange County SC   | Estados Unidos | 2024 - 2025 |

## Palmarés

### Títulos nacionales
| Título       | Club         | País           | Año  |
| ------------ | ------------ | -------------- | ---- |
| MLS Next Pro | Austin FC II | Estados Unidos | 2023 |